# Кантина (заказник)
Канти́на — іхтіологічний заказник місцевого значення в Україні. Розташований у межах Міжгірського району Закарпатської області, на північний схід від села Синевир. 

## Опис
Площа 25 га. Статус надано згідно з рішенням облвиконкому від 25.07.1972 року № 243, ріш. ОВК від 23.10.1984 року № 253, увійшов до складу НПП «Синевир» (постанова від 05.01.1989 року). Перебуває у віданні ДП «Міжгірське ЛГ» (Синевирське лісництво, кв. 13). 
Статус надано з метою збереження місць нересту форелі в акваторії річки Озерянки (притока Тереблі). 
Входить до складу Національного природного парку «Синевир».

## Галерея

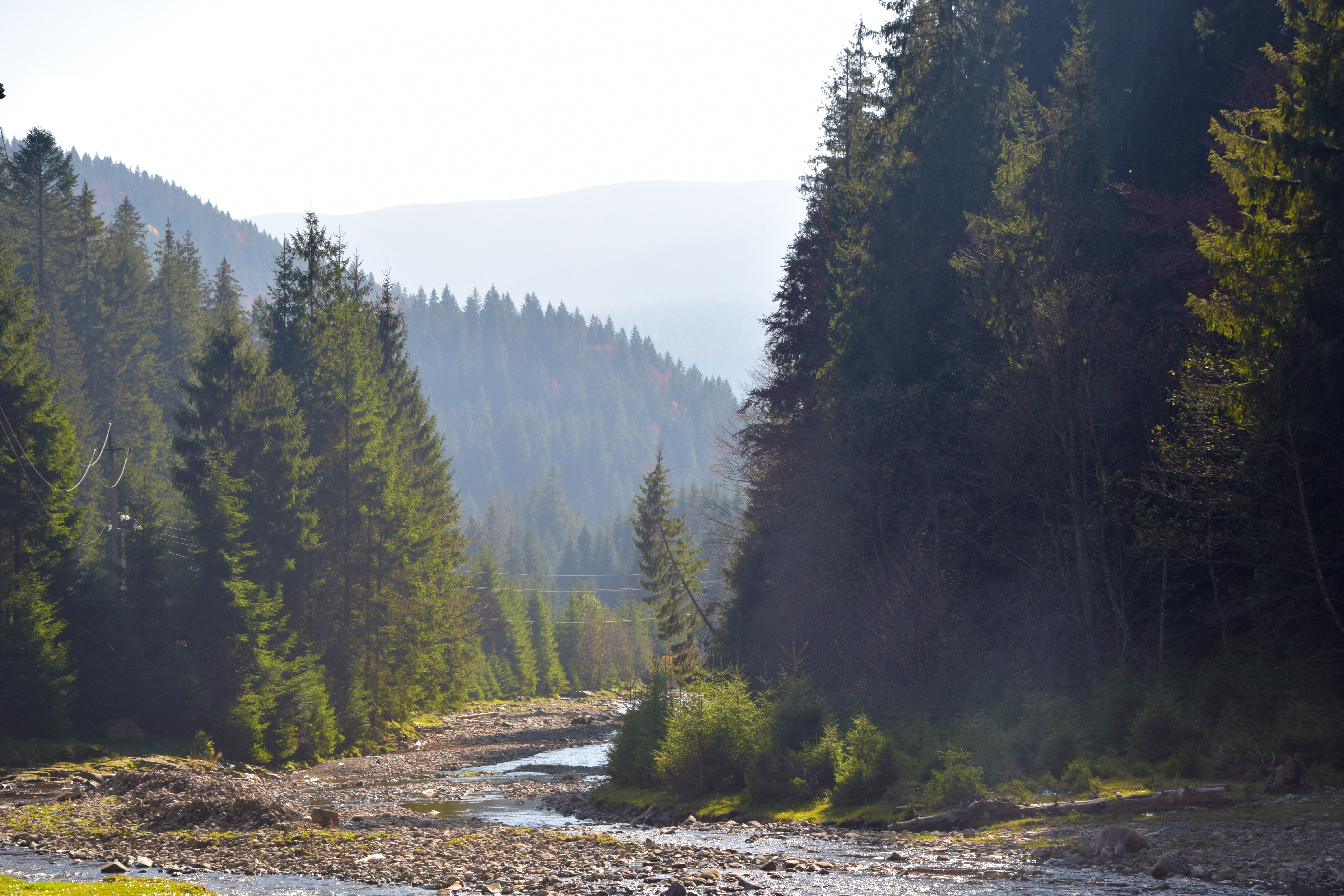
Між горами
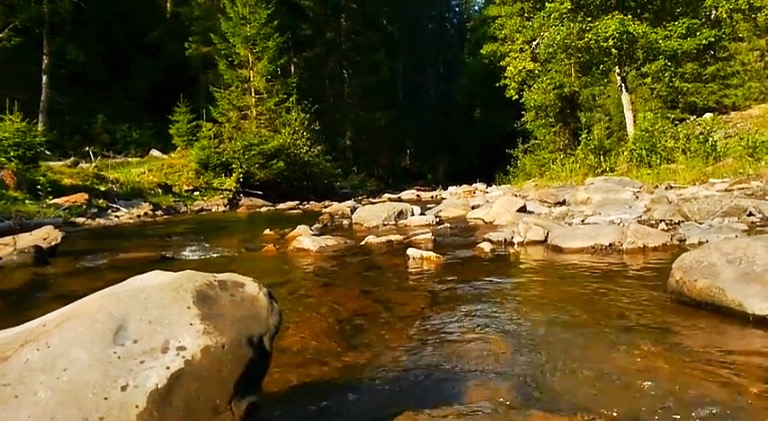
Потік у заказнику